# Wahlkreis Bergedorf
Der Wahlkreis 15 Bergedorf ist ein Wahlkreis zur Wahl der Hamburgischen Bürgerschaft und der Bezirksversammlung im Bezirk Bergedorf. Er ist nach dem Hamburger Wahlrecht ein Mehrmandatswahlkreis, in dem fünf Bürgerschaftsabgeordnete in Direktwahl oder nach Wahlkreislisten gewählt werden.
Die Grenzen des Wahlkreises sind mit den Bezirksgrenzen Bergedorfs identisch. Der Wahlkreis liegt im Südosten Hamburgs und grenzt im Osten an Schleswig-Holstein sowie im Süden und Westen an Niedersachsen. Einziger benachbarter Wahlkreis ist Billstedt – Wilhelmsburg – Finkenwerder im Norden und Nordwesten. Bergedorf ist der flächengrößte Wahlkreis.

## Strukturdaten
Der Wahlkreis Bergedorf hat knapp 119.000 Einwohner. Mit gut 92.000 Wahlberechtigten gehört er zu den großen Wahlkreisen. Die Wahlbeteiligung lag bei den vergangenen Bürgerschaftswahlen 2020 mit 58,1 Prozent unter der Gesamtbeteiligung in Hamburg mit 63,0 Prozent.
Mit 844 Einwohner/km² hat der Wahlkreis die geringste Bevölkerungsdichte in Hamburg (2455 Einwohner/km²). Grund dafür sind die Vier- und Marschlande, das größte ländliche Gebiet Hamburgs. Nur die Stadtteile Bergedorf und Lohbrügge haben städtischen Charakter. Die unter 18-Jährigen bilden einen Anteil von 19,3 Prozent an der Gesamtbevölkerung (Hamburg 15,7 Prozent), die über 65-Jährigen 18,2 Prozent (15,7 Prozent). Der Ausländeranteil liegt mit 9,6 Prozent im Wahlkreis deutlich unter dem Hamburger Durchschnitt von 14,8 Prozent. Der Anteil ausländischer Schüler beträgt 9,3 Prozent gegenüber durchschnittlich 15,6 Prozent in Hamburg.
In der Sozialstruktur entspricht der Wahlkreis bei den Leistungsempfängern nach dem Zweiten Buch Sozialgesetzbuch (Arbeitslosengeld II, sogenanntes Hartz IV) und der Arbeitslosenquote dem Hamburger Durchschnitt. Im Wohnungsbestand zeichnet sich der Wahlkreis durch einen überdurchschnittlichen Anteil an Sozialwohnungen aus. 19,2 Prozent aller Wohnungen sind Sozialwohnungen (Hamburg 13,2 Prozent). Jedem Einwohner steht eine Wohnfläche von 35,4 Quadratmetern zur Verfügung (Hamburg 36,5 Quadratmeter), die Wohnungen sind durchschnittlich 78,9 Quadratmeter groß (71,8 Quadratmeter). Der Anteil der sozialversicherungspflichtig Beschäftigten lag im Jahre 2006 mit 48,1 Prozent leicht über dem Hamburger Durchschnitt von 47,3 Prozent. Die Arbeitslosenquote betrug im September desselben Jahres 7,6 Prozent und entsprach damit ungefähr der Quote von 7,8 Prozent in ganz Hamburg. Ein großer Teil der Arbeitslosen erhält Leistungen nach dem Sozialgesetzbuch II (Hartz IV), im Juni 2006 waren es im Gebiet des Wahlkreises 5,5 Prozent der Bevölkerung, in Hamburg durchschnittlich 5,7 Prozent. Von der Gesamtbevölkerung des Wahlkreises erhielt im September 2006 fast jeder Neunte Hartz-IV-Leistungen (11,6 Prozent), was dem Durchschnitt von 11,9 Prozent in Hamburg entsprach.
Die Kriminalitätsrate liegt unter dem Hamburger Durchschnitt. Die Zahl der gesamten Straftaten je 1000 Einwohner beträgt 98 (Hamburg 137 je 1000 Einwohner), die Zahl der Gewaltdelikte vier (Hamburg fünf) und die Zahl der Diebstähle 49 je 1000 Einwohner (Hamburg 63).

## Wahlen

### Bürgerschaftswahl 2020
Zur Bürgerschaftswahl in Hamburg 2020 traten im Wahlkreis Bergedorf neun Parteien mit eigenen Wahlkreislisten an. Insgesamt bewarben sich 37 Kandidaten um ein Mandat (Reihenfolge wie auf dem Stimmzettel).
- SPD (10 Kandidaten)
- CDU (5 Kandidaten)
- LINKE (4 Kandidaten)
- FDP (4 Kandidaten)
- ödp (4 Kandidaten)
- FREIE WÄHLER (4 Kandidaten)
- GRÜNE (2 Kandidaten)
- AfD (2 Kandidaten)
- Piraten (2 Kandidaten)

92.313 Personen waren wahlberechtigt. Jeder Wähler hatte fünf Stimmen für die Landesliste und fünf Stimmen für die Wahlkreislisten. Diese Stimmen konnten beliebig auf die Kandidaten und Gesamtlisten der Parteien verteilt werden. Die Wahlbeteiligung betrug 58,1 Prozent. 1,2 Prozent der abgegebenen Stimmzettel für die Landesliste sowie 2,0 Prozent der Stimmzettel für die Wahlkreislisten waren ungültig. Für die Landesliste wurden 261.860 gültige Stimmen abgegeben, für die Wahlkreislisten insgesamt 258.852.
Gewählte Abgeordnete:
- Ties Rabe (SPD)
- Nils Springborn (SPD)
- Dennis Gladiator (CDU)
- Stephan Jersch (LINKE)
- Jennifer Jasberg (GRÜNE)

| Partei       | Landesliste Parteistimmen in Prozent | Wahlkreisliste in Prozent | Landesliste Parteistimmen | Landesliste Listenstimmen | Landesliste Persönlichkeitsstimmen | Wahlkreisliste |
| ------------ | ------------------------------------ | ------------------------- | ------------------------- | ------------------------- | ---------------------------------- | -------------- |
| SPD          | 42,1                                 | 38,0                      | 110.340                   | 46.115                    | 62.020                             | 98.482         |
| CDU          | 15,1                                 | 20,2                      | 39.427                    | 21.702                    | 17.280                             | 52.366         |
| LINKE        | 7,3                                  | 8,0                       | 19.007                    | 12.050                    | 6.817                              | 20.602         |
| FDP          | 4,1                                  | 4,3                       | 10.690                    | 6.972                     | 3.653                              | 11.003         |
| GRÜNE        | 17,0                                 | 16,7                      | 44.434                    | 26.534                    | 17.625                             | 43.177         |
| AfD          | 7,8                                  | 7,3                       | 20.527                    | 14.216                    | 5.971                              | 18.951         |
| ödp          | 1,3                                  | 2,3                       | 3.436                     | 2.611                     | 815                                | 5.926          |
| FREIE WÄHLER | 1,3                                  | 2,2                       | 3.426                     | 2.198                     | 1.193                              | 5.665          |
| Piraten      | 0,5                                  | 1,0                       | 1.215                     | 865                       | 335                                | 2.680          |

Auf die Landeslisten der Parteien ohne eigene Wahlkreislisten entfielen 3,5 Prozent der abgegebenen gültigen Stimmen.

### Bürgerschaftswahl 2015
Zur Bürgerschaftswahl in Hamburg 2015 traten im Wahlkreis Bergedorf neun Parteien mit eigenen Wahlkreislisten an. Insgesamt bewarben sich 44 Kandidaten um ein Mandat (Reihenfolge wie auf dem Stimmzettel).
- SPD (10 Kandidaten)
- CDU (10 Kandidaten)
- Die Linke (8 Kandidaten)
- Grüne (3 Kandidaten)
- FDP (3 Kandidaten)
- Piraten (3 Kandidaten)
- ödp (3 Kandidaten)
- AfD (3 Kandidaten)
- NPD (1 Kandidat)

91.626 Personen waren wahlberechtigt. Jeder Wähler hatte fünf Stimmen für die Landesliste und fünf Stimmen für die Wahlkreislisten. Diese Stimmen konnten beliebig auf die Kandidaten und Gesamtlisten der Parteien verteilt werden. Die Wahlbeteiligung betrug 52,7 Prozent. 3,1 Prozent der abgegebenen Stimmzettel für die Landesliste sowie 3,0 Prozent der Stimmzettel für die Wahlkreislisten waren ungültig. Für die Landesliste wurden 231.429 gültige Stimmen abgegeben, für die Wahlkreislisten insgesamt 230.643.
Gewählte Abgeordnete:
- Ties Rabe (SPD)
- Peri Arndt (SPD)
- Gerhard Lein (SPD)
- Dennis Gladiator (CDU)
- Jens Kerstan (Grüne)

| Partei    | Landesliste Parteistimmen in Prozent | Wahlkreisliste in Prozent | Landesliste Parteistimmen | Landesliste Listenstimmen | Landesliste Persönlichkeitsstimmen | Wahlkreisliste |
| --------- | ------------------------------------ | ------------------------- | ------------------------- | ------------------------- | ---------------------------------- | -------------- |
| SPD       | 49,7                                 | 44,9                      | 114.916                   | 47.609                    | 67.307                             | 103.498        |
| CDU       | 18,0                                 | 23,0                      | 41.694                    | 21.281                    | 20.413                             | 52.954         |
| Die Linke | 6,8                                  | 7,5                       | 15.742                    | 9.795                     | 5.947                              | 17.218         |
| FDP       | 5,7                                  | 3,9                       | 13.263                    | 7.177                     | 6.086                              | 9.023          |
| Grüne     | 8,5                                  | 9,7                       | 19.752                    | 12.613                    | 7.139                              | 22.475         |
| AfD       | 7,5                                  | 7,7                       | 17.326                    | 12.521                    | 4.805                              | 17.705         |
| Piraten   | 1,1                                  | 1,4                       | 2.546                     | 1.898                     | 648                                | 3.283          |
| NPD       | 0,5                                  | 0,6                       | 1.176                     | 921                       | 255                                | 1.347          |
| ödp       | 0,8                                  | 1,4                       | 1.778                     | 1.162                     | 616                                | 3.140          |

Auf die Landeslisten der Parteien ohne eigene Wahlkreislisten entfielen 1,4 Prozent der abgegebenen gültigen Stimmen.

### Bürgerschaftswahl 2011
Zur Bürgerschaftswahl in Hamburg 2011 traten im Wahlkreis Bergedorf sieben Parteien mit eigenen Wahlkreislisten und insgesamt 47 Kandidaten an.
- CDU (10 Kandidaten)
- SPD (10 Kandidaten)
- GRÜNE/GAL (10 Kandidaten)
- Die Linke (7 Kandidaten)
- Piraten (7 Kandidaten)
- FDP (2 Kandidaten)
- NPD (1 Kandidat)

88.117 Personen waren wahlberechtigt. Die Wahlbeteiligung betrug 53,8 Prozent. 3,3 Prozent der abgegebenen Stimmzettel für die Landesliste sowie 3,9 Prozent der Stimmzettel für die Wahlkreislisten waren ungültig. Für die Landesliste wurden 226.347 gültige Stimmen abgegeben, für die Wahlkreislisten insgesamt 223.802.
Gewählte Abgeordnete:
- Dennis Gladiator (CDU)
- Ties Rabe (SPD)
- Peri Arndt (SPD)
- Gerhard Lein (SPD)
- Jens Kerstan (GRÜNE/GAL)

Für Ties Rabe, dessen Bürgerschaftsmandat nach seiner Ernennung zum Senator ruhte, nahm Gert Kekstadt als nächstberufener Bewerber das Mandat wahr.
| Partei    | Landesliste in Prozent | Wahlkreisliste Parteistimmen in Prozent | Landesliste Parteistimmen | Landesliste Listenstimmen | Landesliste Persönlichkeitsstimmen | Wahlkreisliste |
| --------- | ---------------------- | --------------------------------------- | ------------------------- | ------------------------- | ---------------------------------- | -------------- |
| CDU       | 26,2                   | 27,8                                    | 59.278                    | 29.906                    | 29.371                             | 62.140         |
| SPD       | 50,1                   | 48,7                                    | 113.409                   | 52.816                    | 60.593                             | 108.923        |
| GRÜNE/GAL | 8,2                    | 9,4                                     | 18.508                    | 11.144                    | 7.364                              | 21.067         |
| Die Linke | 5,5                    | 6,2                                     | 12.529                    | 7.425                     | 5.104                              | 13.804         |
| FDP       | 5,0                    | 3,6                                     | 11.244                    | 6.148                     | 5.096                              | 8.157          |
| Piraten   | 2,0                    | 2,8                                     | 4.620                     | 3.332                     | 1.288                              | 6.348          |
| NPD       | 1,2                    | 1,5                                     | 2.651                     | 1.752                     | 899                                | 3.363          |

Auf die Landeslisten der Parteien ohne eigene Wahlkreislisten entfielen 1,8 Prozent der abgegebenen gültigen Stimmen.

### Wahl der Bezirksversammlung 2011
Zur Wahl der Bezirksversammlung Bergedorf traten im Wahlkreis Bergedorf sieben Parteien mit eigenen Wahlkreislisten und insgesamt 150 Kandidaten an (Reihenfolge wie auf dem Stimmzettel).
- CDU (52 Kandidaten)
- SPD (52 Kandidaten)
- Die Linke (18 Kandidaten)
- GRÜNE/GAL (17 Kandidaten)
- Piraten (7 Kandidaten)
- FDP (3 Kandidaten)
- NPD (1 Kandidat)

Zur Wahl der Bezirksversammlung waren auch Staatsangehörige der Mitgliedstaaten der Europäischen Union wahlberechtigt. Die Anzahl der Wahlberechtigten war mit 91.204 Personen deshalb größer als bei der Bürgerschaftswahl. Jeder Wähler hatte fünf Stimmen für die Landesliste und fünf Stimmen für die Wahlkreislisten. Diese fünf Stimmen konnten beliebig auf die Kandidaten und Gesamtlisten der Parteien verteilt werden. Die Wahlbeteiligung betrug 53,8 Prozent. 3,9 Prozent der abgegebenen Stimmzettel für die Bezirkslisten und 4,9 Prozent der abgegebenen Stimmzettel für die Wahlkreislisten waren ungültig. Insgesamt wurden 226.465 gültige Stimmen für die Bezirkslisten und 223.510 gültige Stimmen für die Wahlkreislisten abgegeben.
| Partei    | Bezirksliste Parteistimmen in Prozent | Wahlkreisliste in Prozent | Bezirksliste Parteistimmen | Bezirksliste Listenstimmen | Bezirksliste Persönlichkeitsstimmen | Wahlkreisliste |
| --------- | ------------------------------------- | ------------------------- | -------------------------- | -------------------------- | ----------------------------------- | -------------- |
| CDU       | 28,4                                  | 28,8                      | 64.270                     | 31.226                     | 33.044                              | 64.268         |
| SPD       | 47,9                                  | 47,3                      | 108.522                    | 57.721                     | 50.801                              | 105.676        |
| Die Linke | 6,5                                   | 6,6                       | 14.738                     | 7.561                      | 7.177                               | 14.804         |
| GRÜNE/GAL | 9,5                                   | 9,5                       | 21.404                     | 13.487                     | 7.917                               | 21.160         |
| Piraten   | 2,7                                   | 2,9                       | 6.215                      | 3.994                      | 2.221                               | 6.398          |
| FDP       | 3,6                                   | 3,5                       | 8.086                      | 5.089                      | 2.997                               | 7.758          |
| NPD       | 1,4                                   | 1,5                       | 3.230                      | 1.996                      | 1.234                               | 3.446          |

Alle Parteien, die mit einer Bezirksliste antraten, traten auch mit einer Wahlkreisliste an.

### Bürgerschaftswahl 2008
Zur Bürgerschaftswahl in Hamburg 2008 traten im Wahlkreis Bergedorf sieben Parteien mit eigenen Wahlkreislisten und insgesamt 32 Kandidaten an.
- CDU (7 Kandidaten)
- SPD (5 Kandidaten)
- GAL (5 Kandidaten)
- FDP (5 Kandidaten)
- Die Linke (5 Kandidaten)
- Deutsche Zentrumspartei (1 Kandidat)
- HeimatHamburg (4 Kandidaten)

86.567 Personen waren wahlberechtigt. Jeder Wähler hatte eine Stimme für die Landesliste und fünf Stimmen für die Wahlkreislisten. Diese fünf Stimmen konnten beliebig auf die Kandidaten und Gesamtlisten der Parteien verteilt werden. Die Wahlbeteiligung betrug bei der Landesliste 60,1 Prozent und bei den Wahlkreislisten 60 Prozent. 1,2 Prozent der abgegebenen Stimmzettel für die Landesliste sowie 3,4 Prozent der Stimmzettel für die Wahlkreislisten waren ungültig. Für die Landesliste wurden 51.386 gültige Stimmen abgegeben, für die Wahlkreislisten insgesamt 244.862.
Gewählte Abgeordnete:
- Bernd Capeletti (CDU)
- Elke Thomas (CDU)
- Ties Rabe (SPD)
- Christel Oldenburg (SPD)
- Jens Kerstan (GAL)

| Partei        | Landesliste in Prozent | Wahlkreisliste Parteistimmen in Prozent | Landesliste | Wahlkreisliste Parteistimmen | Wahlkreisliste Listenstimmen | Wahlkreisliste Persönlichkeitsstimmen |
| ------------- | ---------------------- | --------------------------------------- | ----------- | ---------------------------- | ---------------------------- | ------------------------------------- |
| CDU           | 46,3                   | 43,7                                    | 23.811      | 106.947                      | 60.299                       | 46.648                                |
| SPD           | 34,0                   | 33,9                                    | 17.496      | 83.098                       | 46.988                       | 36.110                                |
| GAL           | 7,0                    | 9,3                                     | 3.595       | 22.654                       | 11.601                       | 11.053                                |
| FDP           | 4,0                    | 4,5                                     | 2.046       | 10.930                       | 5.736                        | 5.194                                 |
| Die Linke     | 5,8                    | 6,8                                     | 2.982       | 16.726                       | 8.508                        | 8.218                                 |
| Zentrum       | 0,2                    | 0,4                                     | 110         | 1.029                        | 396                          | 633                                   |
| HeimatHamburg | 0,7                    | 1,4                                     | 355         | 3.478                        | 2.063                        | 1.415                                 |

Auf die Landeslisten der Parteien ohne eigene Wahlkreislisten entfielen 1,9 Prozent der abgegebenen gültigen Stimmen.

### Wahl der Bezirksversammlung 2008
Zur Wahl der Bezirksversammlung Bergedorf traten im Wahlkreis sechs Parteien mit eigenen Wahlkreislisten und ein Einzelbewerber an. Insgesamt bewarben sich 93 Kandidaten um ein Mandat.
- CDU (26 Kandidaten)
- SPD (27 Kandidaten)
- GAL (12 Kandidaten)
- FDP (10 Kandidaten)
- Die Linke (13 Kandidaten)
- HeimatHamburg (4 Kandidaten)
- Peter Scholz (Einzelbewerber)

Zur Wahl der Bezirksversammlung waren auch Staatsangehörige der Mitgliedstaaten der Europäischen Union wahlberechtigt. Die Anzahl der Wahlberechtigten war mit 89.539 Personen deshalb größer als bei der Bürgerschaftswahl. Jeder Wähler hatte eine Stimme für die Landesliste und fünf Stimmen für die Wahlkreislisten. Diese fünf Stimmen konnten beliebig auf die Kandidaten und Gesamtlisten der Parteien verteilt werden. Die Wahlbeteiligung bei den Wahlkreislisten betrug 58,4 Prozent. 4,2 Prozent der abgegebenen Stimmzettel für die Wahlkreislisten waren ungültig. Insgesamt wurden 246.297 gültige Stimmen abgegeben.
| Partei        | Sitze | Wahlkreisliste Parteistimmen in Prozent | Wahlkreisliste Parteistimmen | Wahlkreisliste Listenstimmen | Wahlkreisliste Persönlichkeitsstimmen |
| ------------- | ----- | --------------------------------------- | ---------------------------- | ---------------------------- | ------------------------------------- |
| CDU           | 12    | 43,1                                    | 106.213                      | 58.793                       | 47.420                                |
| SPD           | 9     | 34,6                                    | 85.157                       | 42.553                       | 42.604                                |
| GAL           | 3     | 9,7                                     | 23.837                       | 12.813                       | 11.024                                |
| FDP           | 1     | 4,2                                     | 10.445                       | 5.116                        | 5.329                                 |
| Die Linke     | 2     | 6,7                                     | 16.541                       | 7.750                        | 8.791                                 |
| HeimatHamburg | 0     | 1,5                                     | 3.758                        | 2.358                        | 1.400                                 |
| Peter Scholz  | 0     | 0,1                                     | 346                          | 143                          | 203                                   |

### Bürgerschaftswahlen 1966–2020
Die Bürgerschaftswahlen waren bis einschließlich 2004 reine Listenwahlen ohne Wahlkreise. Dargestellt werden deshalb im Zeitraum von 1966 bis 2004 (6.–18. Wahlperiode) die Wahlergebnisse im Bezirk Bergedorf. Für die Jahre ab 2008 ist das Ergebnis der Landesliste, das für die Mehrheitsverhältnisse in der Bürgerschaft entscheidend ist, angegeben. Es werden nur die Parteien aufgeführt, die im dargestellten Zeitraum in mindestens einem Stadtteil des Wahlkreises einmal mehr als fünf Prozent der abgegebenen gültigen Wählerstimmen auf sich vereinen konnten. In der Summe kann das Ergebnis einer Wahl deshalb kleiner 100 Prozent sein. Alle Ergebnisse sind in Prozent angegeben.
| Partei             | 1966 | 1970 | 1974 | 1978 | 6/1982 | 12/1982 | 1986 | 1987 | 1991 | 1993 | 1997 | 2001 | 2004 | 2008 | 2011 | 2015 | 2020 |
| ------------------ | ---- | ---- | ---- | ---- | ------ | ------- | ---- | ---- | ---- | ---- | ---- | ---- | ---- | ---- | ---- | ---- | ---- |
| SPD                | 56,5 | 55,3 | 45,0 | 52,0 | 43,8   | 51,8    | 42,1 | 45,2 | 48,9 | 41,6 | 36,8 | 36,6 | 30,8 | 34,0 | 50,1 | 49,7 | 42,1 |
| Grüne              |      |      |      |      | 6,1    | 5,2     | 8,7  | 5,5  | 5,9  | 10,4 | 10,8 | 5,8  | 8,1  | 7,0  | 8,2  | 8,5  | 17,0 |
| CDU                | 33,4 | 35,1 | 42,2 | 39,0 | 44,4   | 40,4    | 43,8 | 42,1 | 36,4 | 27,0 | 32,5 | 29,0 | 51,1 | 46,3 | 26,2 | 18,0 | 15,1 |
| AfD                |      |      |      |      |        |         |      |      |      |      |      |      |      |      |      | 7,5  | 7,8  |
| Die Linke          |      |      |      |      |        |         |      |      |      |      |      |      |      | 5,8  | 5,5  | 6,8  | 7,3  |
| FDP                | 6,6  | 5,6  | 10,1 | 4,5  | 4,5    | 2,0     | 4,1  | 6,4  | 5,1  | 3,7  | 2,9  | 3,9  | 2,7  | 4,0  | 5,0  | 5,7  | 4,1  |
| DVU                |      |      |      |      |        |         |      |      |      | 3,2  | 5,2  | 0,8  |      | 1,1  |      |      |      |
| Pro DM/Schill      |      |      |      |      |        |         |      |      |      |      |      | 0,1  | 3,5  |      |      |      |      |
| Schill/Offensive D |      |      |      |      |        |         |      |      |      |      |      | 21,1 | 0,4  |      |      |      |      |
| STATT              |      |      |      |      |        |         |      |      |      | 5,9  | 4,0  | 0,4  |      |      |      |      |      |
| REP                |      |      |      |      |        |         |      |      | 1,3  | 4,8  | 3,1  | 0,1  |      |      |      |      |      |

## Belege
Strukturdaten
- Wahlkreis Bergedorf. In: Statistisches Amt für Hamburg und Schleswig-Holstein (Hrsg.): Wahl zur hamburgischen Bürgerschaft 2008, Strukturdaten der Wahlkreise. (statistik-nord.de [PDF; 68 kB]).

Wahlen
- Statistisches Amt für Hamburg und Schleswig-Holstein: Bürgerschaftswahl. In: Wahldatenbank seit 1965. Abgerufen am 1. Januar 2008.
- Wahlkreis 15 Bergedorf. Landeslisten-Stimmen im Vergleich zur Bürgerschaftswahl 2004. In: Statistisches Amt für Hamburg und Schleswig-Holstein (Hrsg.): Endgültiges Ergebnis der Bürgerschaftswahl Hamburg 2008. 6. März 2008 (statistik-nord.de [PDF; 4 kB]).
- Wahlkreis 15 Bergedorf. Parteistimmen. In: Statistisches Amt für Hamburg und Schleswig-Holstein (Hrsg.): Endgültiges Ergebnis der Bürgerschaftswahl Hamburg 2008. 6. März 2008 (statistik-nord.de [PDF; 9 kB]).
- Wahlkreis 15 Bergedorf. Parteistimmen. In: Statistisches Amt für Hamburg und Schleswig-Holstein (Hrsg.): Endgültiges Ergebnis der Bezirksversammlungswahl 2008. (statistik-nord.de [PDF; 39 kB]).
- Wahl zur Bürgerschaft und die Wahlen zu den Bezirksversammlungen am 24. Februar 2008. In: Justizbehörde der Freien und Hansestadt Hamburg (Hrsg.): Amtlicher Anzeiger. Teil II des Hamburgischen Gesetz- und Verordnungsblattes. Bekanntmachungen. Nr. 21, 14. März 2008, S. 661–662, 675–676 (fhh.hamburg.de [PDF; 200 kB]).
- Wahl zur Bürgerschaft und die Wahl zu den Bezirksversammlungen am 24. Februar 2008. In: Justizbehörde der Freien und Hansestadt Hamburg (Hrsg.): Amtlicher Anzeiger. Teil II des Hamburgischen Gesetz- und Verordnungsblattes. Bekanntmachungen. Nr. 22, 18. März 2008, S. 700–701 (fhh.hamburg.de [PDF; 296 kB]).